# Луцкий подшипниковый завод
Луцкий подшипниковый завод (укр. Луцький підшипниковий завод) — промышленное предприятие в городе Луцк Волынской области, которое специализируется на производстве подшипников.
В ночь с 14 на 15 августа российская армия обстреляла завод. 3 раненых и 3 погибли. 

## История
Строительство предприятия началось в 1976 году в соответствии с десятым пятилетним планом развития народного хозяйства СССР, в 1980 году он был введён в эксплуатацию под наименованием государственный подшипниковый завод № 28 и стал одним из крупнейших предприятий города.
2 февраля 1981 года пусковой комплекс 1-й очереди завода (рассчитанный на выпуск 12,5 млн. подшипников в год) был официально принят в промышленную эксплуатацию.
Основной продукцией завода в советское время являлись подшипники для автомобильной техники (вездеходов ЛуАЗ, грузовиков КамАЗ, МАЗ и КрАЗ), на балансе предприятия находились жилой микрорайон ЛПЗ и другие объекты социальной инфраструктуры.
После провозглашения независимости Украины государственное предприятие было преобразовано в арендное предприятие и переименовано в Луцкий подшипниковый завод.
В сентябре 1993 года находившееся на балансе завода профессионально-техническое училище № 9 было передано в коммунальную собственность города.
В декабре 1994 года завод был преобразован в открытое акционерное общество. В мае 1995 года Кабинет министров Украины утвердил решение о приватизации завода. В июне 1996 года Кабинет министров Украины включил завод в перечень предприятий, подлежащих приватизации в соответствии с индивидуальными планами.
В августе 1997 года завод был включён в перечень предприятий, имеющих стратегическое значение для экономики и безопасности Украины, в декабре 1997 года собственником завода стала транснациональная компания "SKF AB" и в 1998 году он был реорганизован в закрытое акционерное общество.
По состоянию на начало 2011 года завод входил в число крупнейших действующих предприятий города.
15 августа 2023 года на предприятие была совершена ракетная атака, в следствии которой погибло 3 человек. Также было ранено еще 3 человек.